# Tina Stowell
Tina Wendy Stowell, baronessa Stowell di Beeston MBE PC (Beeston, 2 luglio 1967), è una politica britannica, rappresentante della Camera dei lord e membro non affiliato del Partito Conservatore.
È stata Leader della Camera dei lord e Lord custode del sigillo privato durante il governo del premier David Cameron. Nel 2013 fu la referente e firmataria della legge sui matrimoni omosessuali alla Camera dei Lord. Il 14 luglio 2016 le succedette la baronessa Evans di Bowes Park.

Pur con l'unanime rigetto della commissione parlamentare, dal 2018 ricopre la carica di presidente della Charity Commission, l'ente di regolamentazione del Terzo Settore in Inghilterra e in Galles.

## Biografia
Trascorse l'infanzia a Beeston, con il padre pittore e decoratore e la madre, impiegata in una fabbrica locale. Dopo aver frequentato il comprensorio scolastico di Chilwell, studiò al Broxtowe College di Beeston.
Tra il 1986 e il 1988 lavorò al ministero della difesa e successivamente all'ambasciata britannica negli Stati Uniti. Nel '91, prima di trasferirsi nell'Ufficio stampa n. 10 (al numero 10 di Downing Street), dove prestò servizio sotto l'allora Primo Ministro John Major. In occasione del compleanno della Regina, fu insignita dell'Ordine dell'Impero Britannico per tale posizione.
Alle elezioni generali del 1997, Tina Stowell fu la numero due dello staff di William Hague e seguì la campagna elettorale direttamente dalla sede del Partito Conservatore.
A novembre del 2001, divenne vice segretario dell'emittente BBC, e, due anni più tardi, fu nominata responsabile delle Comunicazioni all'interno del direttivo della BBC di nomina governativa. Fu confermata in tale ruolo da tre presidenti consecutivi (Gavyn Davies, Michael Grade e Sir Michael Lyons). A settembre del 2008 divenne responsabile degli affari societari della BBC.
Di famiglia non nobile, il 10 gennaio 2011 le fu riconosciuto il titolo di Paria a vita e due giorni dopo prese possesso del seggio riservatole alla Camera dei lord, nell'area del Partito Conservatore.

L'anno precedente era stata sconfitta da Sajid Javid nell'elezione al seggio parlamentare del collegio di Bromsgrove, dove concorreva per i Tories.
Il 18 settembre 2011, fu ammessa alla Corte della Regina in qualità di Baroness-in-Waiting, a seguito della promozione di Lord John Taylor barone di Holbeach alla carica di ministro junior del dipartimento per l'ambiente, l'alimentazione e gli affari rurali.
Nel 2013, la baronessa Stowell, con la guida di Christopher Briggs, è stata la referente alla Camera dei lord per la gestione della proposta di matrimonio per le coppie omosessuali in Inghilterra e in Galles. Il 7 ottobre 2013, assunse la carica di sottosegretario di Stato parlamentare presso il dipartimento per le politiche abitative, le comunità e il governo locale.
Il 2 aprile 2014, difese gli interessi londinesi degli speculatori immobiliari esteri, nel corso di un dibattito parlamentare.
Dopo il rimpasto di gabinetto del luglio 2014, la baronessa Stowell fu nominata Leader della Camera dei lord e consigliera personale e privata del Lord custode del sigillo privato. Pur titolata a partecipare alle riunioni del Lord Privy Seal, non era ancora membro a pieno titolo del Gabinetto del Regno Unito, finché le elezioni generali del 2015 la riconfermarono nei due ruoli, permettendole di ottenere tale riconoscimento onorifico. 

Il 14 luglio 2016 le succedette la baronessa Evans di Bowes Park.
Il dipartimento per il digitale, la cultura, i media e lo sport propose Tina Stowell come nuovo presidente della Charity Commission dell'Inghilterra e del Galles. Tuttavia, nel 2018 la corrispondente commissione parlamentare rigettò all'unanimità di sostenere la nomina a motivo di "una totale mancanza di esperienza" e della mancanza di "qualsiasi intuizione, conoscenza o visione reale".

Divenuta comunque presidente della Charity Commission, l'organismo parlamentare di vigilanza sollevò delle questioni per i pagamenti del personale del Transformation Trust, un ente di beneficenza che vantava la baronessa Stowell fra i propri fiduciari.